# Stelis schmidtchenii
Stelis schmidtchenii är en orkidéart som beskrevs av Rudolf Schlechter. Stelis schmidtchenii ingår i släktet Stelis och familjen orkidéer. Inga underarter finns listade i Catalogue of Life.